# داميلولا أديغبيتي
داميلولا أديغبيتي (بالإنجليزية: Damilola Adegbite)‏ (18 مايو 1985)، هي مُمثلةوعارضة أزياء ومُقدمة برامج تلفزيونية نيجيرية. فازت سنة 2011 بجائزة أفضل ممثلة في مسلسل تلفزيوني خلال حفل توزيع جوائز Nigeria Entertainment Awards.

## وصلات خارجية
- داميلولا أديغبيتي على موقع IMDb (الإنجليزية)
- داميلولا أديغبيتي على موقع قاعدة بيانات الفيلم (الإنجليزية)